# 2396 Kochi
2396 Kochi este un asteroid din centura principală, descoperit pe 9 februarie 1981 de Tsutomu Seki.